# Aproximante uvular sorda
La aproximante uvular sorda es un tipo de sonido consonántico que se utiliza en algunas lenguas habladas.[cita requerida]
Sólo ciertos dialectos neerlandéses afirman tener una fricativa uvular sorda ya que no es un fonema popular.[cita requerida]

## Características
- Su modo de articulación es aproximante, lo que significa que se produce con un articulador cerca de otro, la lengua y el alvéolo dental, pero sin que se reduzca la apertura hasta el punto en que se produzca una turbulencia de aire audible.
- Su punto de articulación es uvular, que significa que es articulada con la parte trasera de la lengua contra o cerca de la úvula.
- Su tipo de fonación es sorda, lo que significa que las cuerdas vocales no vibran durante la articulación.
- Es una consonante central , lo que significa que se produce dirigiendo la corriente de aire a lo largo del centro de la lengua, en lugar de hacia los lados.
- Es una consonante oral, lo que significa que el aire puede escapar únicamente por la boca.
- El mecanismo de la corriente de aire es pulmonar , lo que significa que se articula empujando el aire únicamente con los músculos intercostales y el diafragma , como en la mayoría de los sonidos.

## Ocurre en
| Idioma     | Idioma | Palabra | AFI                    | Significado | Notas |
| ---------- | ------ | ------- | ---------------------- | ----------- | --- |
| Neerlandés | Belga  |         | [µoːt][cita requerida] | 'zanja'     | Se expresa cuando va seguida de una vocal. La realización de /µ/ varía considerablemente entre dialectos. |